# Santos Arias de Miranda Berdugo
Santos Arias de Miranda y Berdugo (Aranda de Duero, noviembre de 1879-Aranda de Duero, 12 de septiembre de 1938) fue un abogado y político español, miembro del Congreso de los Diputados durante diez legislaturas por la fracción política prietista del  Partido Liberal.

## Biografía
Obtuvo su primer acta de diputado en las elecciones de 30 de abril de 1903 (1904-1905) en el Congreso de los Diputados por la circunscripción de Aranda de Duero en la elección parcial de 16 de diciembre de 1904 sustituyendo a Diego Arias de Miranda y Goytia tras ser nombrado este último senador vitalicio.
Obtuvo 6013 votos de los 9970 emitidos en un censo electoral  de 12 419 electores.
El 19 de junio de 1913 fue nombrado director general de Prisiones.